# Theophilus Shepstone

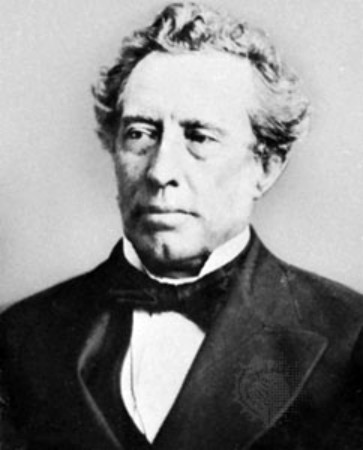
Theophilus Shepstone.

Theophilus Shepstone, född den 8 januari 1817 nära Bristol, död den 23 juni 1893 i Pietermaritzburg, var en sydafrikansk statsman.
Shepstone var son till en präst, vilken 1820 utvandrade till Kapkolonin som missionär. Han blev redan som gosse på faderns missionsstation förtrogen med xhosaspråken, anställdes under xhosakriget 1835 som tolk vid guvernören sir Benjamin D'Urbans stab, blev därefter sekreterare åt brittiske agenten vid xhosagränsen och deltog 1838–39 i major Charteris av regeringen återkallade expedition till Port Natal för detta områdes annektering. År 1839 blev Shepstone brittisk resident hos tre xhosastammar i Kaffraria, 1845 agent för de infödda i den 1842 grundlagda nya kolonin Natal samt 1856, vid omorganiseringen av kolonins styrelse, sekreterare för infödingsärenden samt ledamot av kolonins verkställande och lagstiftande råd. I Nordisk familjebok värderar Verner Söderberg hans livsgärning på följande sätt: "Under sin lifslånga verksamhet bland kaffrerna sökte S. i största möjliga utsträckning bevara dessa infödingars gamla sedvänjor, där detta ej af humanitära skäl var ogörligt, samt motverka omogna och brådstörtade civilisationsförsök, hvilka kunde befaras medföra bakslag i form af blodiga resningar mot de hvite. Han värderades också af infödingarna som en fader, och under den långa tid han ledde koloniens politik mot de infödde förekom där blott en enda allvarlig kafferresning (1873)." Flera gånger besökte han Zululand, avvärjde där genom sitt inflytande tronföljdsstrider och bevittnade 1873 Cetewayos kröning, varvid denne med ed lovade Shepstone att leva i fred med sina grannar. Då emellertid Cetewayo, under Shepstones frånvaro på besök i England (1876), beredde sig att härjande infalla i Transvaal, begagnade Shepstone efter sin återkomst till Sydafrika den fullmakt kolonialministern lord Carnarvon givit honom att annektera den av anarki hotade boerrepubliken. Han begav sig till Pretoria med ett följe av endast 25 beridna polismän, utfärdade där (april 1877) annekteringsproklamationen samt ledde till januari 1879 som provisorisk administratör landets styrelse. Det självstyrelsesystem, som han föreslog till införande i Transvaal för att försona boerna med annekteringen, vann inte den brittiska regeringens gillande. År 1880 drog sig Shepstone tillbaka till privatlivet, men åtog sig 1883 det tacklösa värvet att återinsätta Cetewayo som kung över Zululand och därmed söka stävja den överhandtagande anarkin där. Av Shepstones söner var Henrique Charles Shepstone (född 1840) 1877 "infödingssekreterare" i Transvaal och innehade 1884–93 samma post i Natal; Arthur Jesse Shepstone (född 1852) var 1887–90 biträdande brittisk kommissarie i Zululand, 1901–04 förvaltningschef i Vryheid i Transvaal och 1909–10 "infödingsminister" i Natal.